# Willy Mostaert
Willy Mostaert (Ieper, 25 april 1951) is een Belgische politicus voor de Landelijke Volks Partij. 

## Biografie
Mostaert volgde Moderne Humanoria aan het college van Poperinge. Sinds 1970 werkt hij als landbouwer. Hij woont in deelgemeente Woesten.
Mostaert werd actief in de gemeentepolitiek. Hij was er van 1995 tot 2000 een bestuursperiode gemeenteraadslid en OCMW-raadslid. In 2001 werd hij schepen van openbare werken, tot hij in 2004 halverwege de legislatuur Frans Boussemaere opvolgde als burgemeester. Na de verkiezingen van 2006 bleef hij burgemeester voor de lokale partij LVP (Landelijke Volks Partij). Volgens een afspraak na de verkiezingen gaf hij na 2009, halverwege de bestuursperiode, het burgemeesterschap door aan partijgenoot Stephan Mourisse.
Van 2004 tot 2009 cumuleerde hij 5 mandaten, waarvan 3 bezoldigd.
In 2011 kreeg hij de titel van ereburgemeester